# Michael Heseltine
Michael Heseltine (né à Swansea, le 21 mars 1933) est un homme politique et homme d’affaires britannique, membre du Parti conservateur.

## Biographie
Après un passage au Pembroke College de l'université d'Oxford, où il étudie la philosophie, la politique et l'économie (programme PPE), il se lance dans les affaires et devient rapidement une des personnalités les plus riches du Royaume-Uni, puis l’une des principales figures conservatrices des années 1970 à 1990, et l’un des principaux pro-européens de son parti. Il a été membre du Parlement de 1966 à 2001, d’abord pour la circonscription de Tavistock, dans le Devon, puis pour celle d’Henley, dans l’Oxfordshire.
Secrétaire d'État à la Défense entre 1983 et 1986, il quitte le cabinet le 8 janvier 1986 à la suite d'un conflit avec la Première ministre Margaret Thatcher, qui porte sur l'avenir de l'industrie de défense (affaire Westland). Il reproche au Premier ministre un euroscepticisme extrême ; il devient l'un de ses adversaires les plus déterminés dans le Parti et l’un des principaux artisans de sa chute en 1990. Trahissant Margaret Thatcher, il provoque une élection à la tête du parti conservateur. Défait, mais contraignant la première ministre à un ballotage, celle-ci préfère démissionner. Il est ensuite secrétaire à l’Environnement, secrétaire à l’Industrie et vice-Premier ministre dans le cabinet de John Major.
À plusieurs reprises, il a tenté, sans succès, de devenir Premier ministre.
Il quitte la politique active en 2001 tout en continuant à s’exprimer régulièrement sur les affaires publiques, et est fait pair à vie avec le titre de « baron Heseltine, de Thenford dans le comté de Northamptonshire ».
Il est fait membre de l'ordre des compagnons d'honneur (CH) en 1997.